# Автоматический пистолет бесшумный
Автоматический пистолет бесшумный (АПБ, Индекс ГРАУ — 6П13) — бесшумный вариант пистолета АПС.
Прошёл испытание и был принят на вооружение в 1972 году. Сначала использовался спецназом в СССР, затем эксплуатировался спецподразделениями бывших советских стран.

## История создания
К концу 1960-х годов ГРУ МО СССР была поставлена задача создания бесшумного пистолета, более точного, чем ПБ. За основу был предложен пистолет Стечкина, как оружие, уже оценённое специальными подразделениями. Среди требований было обеспечить бесшумную или малошумную стрельбу, а также заменить громоздкую деревянную кобуру-приклад на мягкую кобуру и разработать лёгкий отъёмный приклад. Разработка велась на ЦНИИточмаш под руководством А. С. Неугодова. В 1972 году разработка под рабочим индексом АО-44 прошла испытания и была принята на вооружение под наименованием Автоматический пистолет бесшумный (АПБ). Благодаря относительно длинному стволу АПБ фактически победил в ОКР «Букет», в котором не участвовал: все три опытных бесшумных пистолета-пулемёта не удовлетворили требованиям по кучности.

## Особенности конструкции
Пистолет АПБ мало чем отличается от обычного АПС: как и у АПС, автоматика АПБ основана на принципе отдачи свободного затвора, ударный механизм курковый, курок расположен открыто, в рукояти расположен инерционный замедлитель для снижения темпа стрельбы. Ствол имеет 2 группы отверстий: возле патронника и ближе к дулу, предназначенных для отведения части пороховых газов напрямую в первую камору глушителя, что снижает скорость пули до 290 м/с. Для отвода газов на ствол АПБ надета специальная трубка. Она выступает вперёд из кожуха-затвора для установки глушителя. Жёсткая кобура-приклад заменена тканевой кобурой и съёмным проволочным прикладом.
Глушитель имеет 4 расширительных каморы и систему пазов, позволяющую быстро его установить и демонтировать. Крепление глушителя осуществляется при помощи защёлки. Предусматривается использование глушителя в качестве цевья, хотя при ведении автоматического огня нагревание делает проблематичным удержание глушителя для стрелка без перчаток.
Приклад выполнен из проволоки и устроен так, что точка опоры находится выше, чем у деревянного приклада АПС. Это позволяет снизить подбрасывание оружия при отдаче, таким образом повысив кучность. Первые варианты приклада имели гладкий затыльник, на более поздних для удобства стрелка на затыльнике были сделаны «зубцы», исключающие скольжение приклада по плечу при ведении автоматического огня.

## Использование
Пистолет АПБ поступал на вооружение подразделений специального назначения в СССР, в дальнейшем использовался спецподразделениями бывших советских республик. АПБ использовался, в частности, подразделениями ОМОН и СОБР, спецназом внутренних войск МВД и спецназом ГРУ СССР и России, а также сотрудниками ФСБ и ФСО. Широко и с успехом использовался во время конфликта в Афганистане, а также в локальных конфликтах на территории бывшего СССР. Зачастую пистолет с присоединёнными прикладом и глушителем использовался в качестве основного оружия и носился на плечевом ремне.

## Оценки
Глушение звука выстрела у АПБ было признано недостаточным для обеспечения полной скрытности, однако пистолет до сих пор пользуется популярностью у бойцов подразделений специального назначения из-за повышенных характеристик точности стрельбы по сравнению с АПС, которые обеспечиваются меньшим баллистическим импульсом выстрела.